# Selección de rugby de Venezuela
La Selección de rugby de Venezuela es dirigida por la Federación Venezolana de Rugby.

## Uniforme y seudónimo

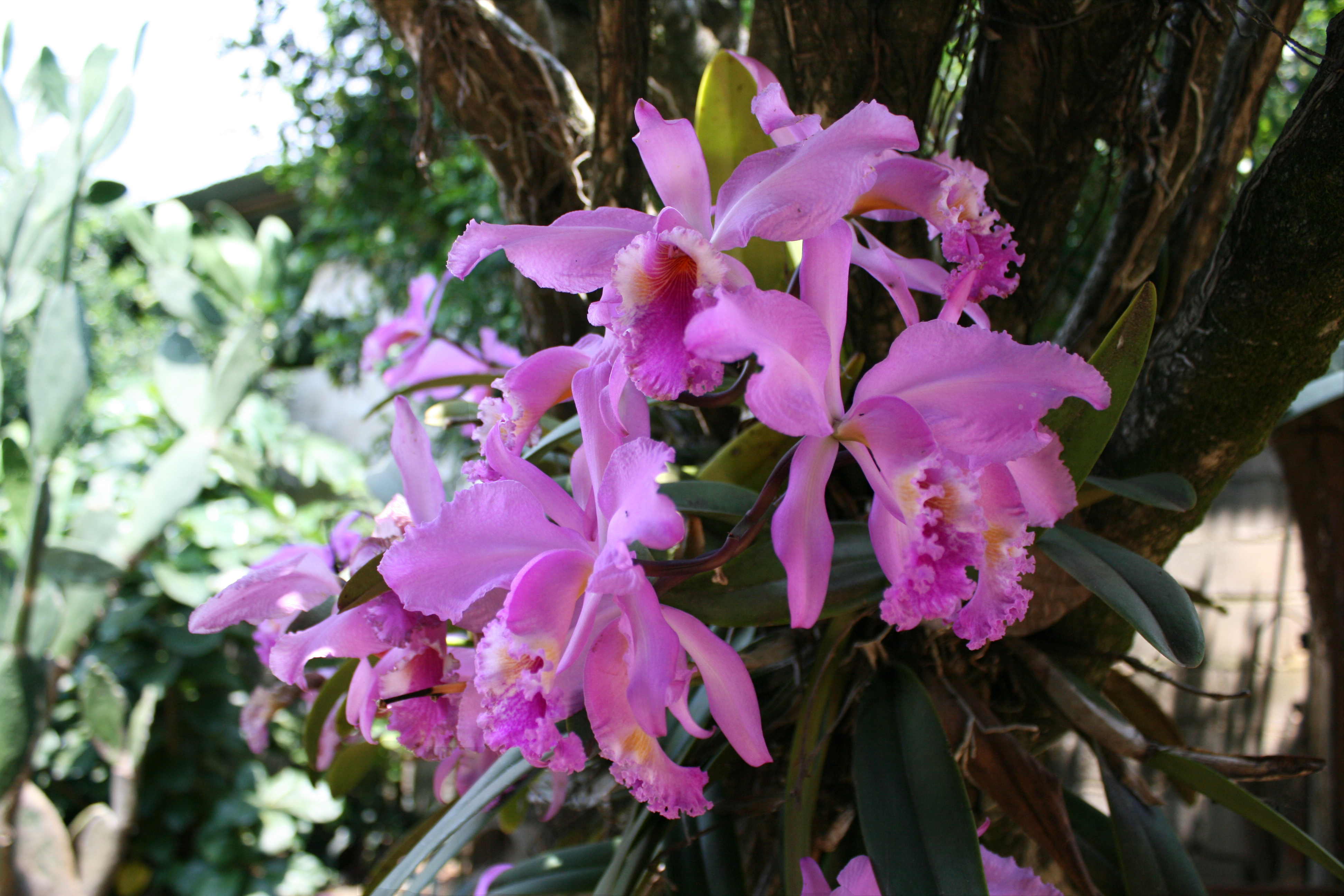
Cattleya mossiae. Especie de orquídea que aparece en el logo de la Federación Venezolana de Rugby

La camiseta es de color vinotinto, que es el color que generalmente representa a este país en los eventos deportivos. Los pantalones y las medias son de azul oscuro.
La selección de rugby de Venezuela es conocida coloquialmente como “Las Orquídeas”, en referencia a la Cattleya mossiae. La Cattleya mossiae, flor nacional de Venezuela, aparece en el logo de la Federación Venezolana de Rugby. La selección también es llamada “La Vinotinto”, debido al color de la camiseta.

## Copas mundiales de rugby
Venezuela ha intentado clasificar para las copas mundiales de rugby de 2003, 2007, 2011 y 2015, pero no ha tenido éxito.

### Copa mundial de 2003
El Sudamericano de Rugby B 2001 fue considerado válido para la clasificación. Venezuela no pudo conseguir el cupo a la copa mundial al quedar en el segundo puesto de ese evento.

### Copa mundial de 2007
Venezuela formó parte de la ronda 1b de CONSUR junto a Brasil, Perú y Colombia. Venezuela no pudo conseguir el cupo a la copa mundial al ocupar el segundo lugar de la ronda.
Posiciones
| Pos. | Equipo    | Encuentros | Encuentros | Encuentros | Encuentros | Puntos |
| Pos. | Equipo    | jugados    | ganados    | empatados  | perdidos   | Puntos |
| ---- | --------- | ---------- | ---------- | ---------- | ---------- | ------ |
| 1    | Brasil    | 3          | 3          | 0          | 0          | 9      |
| 2    | Venezuela | 3          | 2          | 0          | 1          | 7      |
| 3    | Perú      | 3          | 1          | 0          | 2          | 5      |
| 4    | Colombia  | 3          | 0          | 0          | 3          | 3      |

Partidos
| Fecha                   | Partido              | Lugar     | Resultado |
| 10 de octubre de 2004   | Brasil - Perú        | São Paulo | 73-3      |
| 13 de octubre de 2004   | Brasil - Colombia    | São Paulo | 74-0      |
| 16 de octubre de 2004   | Perú - Colombia      | São Paulo | 15-10     |
| 6 de noviembre de 2004  | Perú - Venezuela     | Lima      | 22-32     |
| 13 de noviembre de 2004 | Colombia - Venezuela | Bogotá    | 27-31     |
| 20 de noviembre de 2004 | Venezuela - Brasil   | Caracas   | 5-11      |

### Copa mundial de 2011
El Sudamericano de Rugby B 2008 fue considerado válido para la clasificación. Venezuela no pudo conseguir el cupo a la copa mundial al quedar en el tercer puesto de ese evento.

### Copa mundial de 2015
El Sudamericano de Rugby B 2012 fue considerado válido para la clasificación. Venezuela no pudo conseguir el cupo a la copa mundial al quedar en el tercer puesto de ese evento.

## Sudamericano de Rugby
Desde el año 2000 la selección de rugby de Venezuela participa anualmente en el Sudamericano de Rugby. Hasta 2003 la selección jugaba en el Sudamericano de Rugby B. Al quedar campeones en el Sudamericano de Rugby B 2003, Las Orquídeas ascendieron al Sudamericano de Rugby A. En 2004, Venezuela descendió al Sudamericano de Rugby B al ocupar el cuarto lugar en el Sudamericano de Rugby A 2004.
En 2011, Venezuela, por ser campeón del Sudamericano de Rugby B 2011, tenía derecho a un repechaje frente a Paraguay (que había quedado de último en el Sudamericano de Rugby A 2011) para ascender nuevamente al Sudamericano de Rugby A. Sin embargo, Paraguay fue descendido de oficio al Sudamericano de Rugby B 2012, y por lo tanto Venezuela continuó jugando en el Sudamericano de Rugby B.

## Participación en copas

### Copa del Mundo
- No ha clasificado

### Sudamericano A
- Sudamericano A 2004: 4.º puesto (último)

### Sudamericano B
Las ediciones del 2001, 2008 y 2012 fueron clasificatorias a las Copas Mundiales del 2003, 2011 y 2015 respectivamente.
- Sudamericano B 2000: 2.º puesto
- Sudamericano B 2001: 2.º puesto
- Sudamericano B 2002: 3.º puesto
- Sudamericano B 2003: Campeón
- Sudamericano B 2005: 5.º puesto (último)
- Sudamericano B 2006: 3.º puesto
- Sudamericano B 2007: 4.º puesto (último)
- Sudamericano B 2008: 3.º puesto
- Sudamericano B 2009: 2.º puesto
- Sudamericano B 2010: 2.º puesto
- Sudamericano B 2011: Campeón invicto
- Sudamericano B 2012: 3.º puesto
- Sudamericano B 2013: 4.º puesto (último)
- Sudamericano B 2014: 2.º puesto
- Sudamericano B 2015: 3.º puesto
- Sudamericano B 2016: 2.º puesto
- Sudamericano B 2017: 2.º puesto
- Sudamericano B 2018: No participó
- Sudamericano B 2022: No participó
- Sudamericano B 2023: No participó

## Lista de entrenadores
- Rex Lawrence
- Carlos de Pascual
- José Queirel
- Graciano Molina
- Gustavo López
- Mario Urdaneta
- Carlos Caraza
- Harry Ramos

## Estadísticas
| Adversario        | Jugados | Ganados | Perdidos | Empatados | % Efectividad |
| ----------------- | ------- | ------- | -------- | --------- | ------------- |
| Argentina         | 1       | 0       | 1        | 0         | 0.0%          |
| Brasil            | 9       | 1       | 8        | 0         | 11,1%         |
| Chile             | 1       | 0       | 1        | 0         | 0.0%          |
| Chile XV          | 1       | 0       | 1        | 0         | 0.0%          |
| Colombia          | 23      | 8       | 15       | 0         | 34.7%         |
| Costa Rica        | 4       | 4       | 0        | 0         | 100.0%        |
| Ecuador           | 3       | 3       | 0        | 0         | 100.0%        |
| Paraguay          | 4       | 0       | 4        | 0         | 0,0%          |
| Perú              | 20      | 13      | 7        | 0         | 65,0%         |
| Trinidad y Tobago | 3       | 0       | 3        | 0         | 0,0%          |
| Uruguay           | 1       | 0       | 1        | 0         | 0.0%          |
| Total             | 70      | 29      | 41       | 0         | 41.42%        |

Último test match considerado vs Colombia (5-50), 29 de septiembre de 2024.

## Resultados destacados
|   | Año  | Rival      | Resultado | Diferencia |
| - | ---- | ---------- | --------- | ---------- |
| 1 | 2006 | Costa Rica | 70 - 0    | +70        |
| 2 | 2014 | Ecuador    | 68 - 3    | +65        |
| 3 | 2016 | Ecuador    | 52 - 10   | +42        |
| 4 | 2011 | Costa Rica | 50 - 12   | +38        |
| 5 | 2009 | Costa Rica | 43 - 8    | +35        |
| 6 | 2015 | Ecuador    | 42 - 11   | +31        |

|   | Año  | Rival     | Resultado | Diferencia |
| - | ---- | --------- | --------- | ---------- |
| 1 | 2004 | Argentina | 7 - 147   | -140       |
| 2 | 2004 | Chile     | 3 - 95    | -92        |
| 3 | 2004 | Uruguay   | 8 - 92    | -84        |